# Lucian Msamati

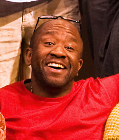
Lucian Msamati 2010

Lucian Msamati (* 5. März 1976 in London als Lucian Gabriel Wiina Msamati) ist ein britischer Schauspieler mit tansanischen Wurzeln.

## Leben und Karriere
Msamati wuchs als Sohn tansanischer Eltern in Simbabwe auf. Er besuchte die Olympio Primary School in Daressalam, die Avodale Primary School in Harare und die Prince Edward School in Harare. Er studierte Französisch und Portugiesisch an der University of Zimbabwe. Seine erste Rolle spielte er im Jahr 1997 in der Serie The Knock. Es folgten Rollen in Filmen wie The Legend of the Sky Kingdom von Roger Hawkins im Jahr 2004 oder Tom Tykwers The International im Jahr 2009 an der Seite von Clive Owen und Naomi Watts. Fernsehproduktionen, in denen er mitwirkte, sind beispielsweise die Serien Eine Detektivin für Botswana, Doctor Who und Luther. Bekannt wurde er vor allem durch seine Verkörperung des Saladhor Saan in der HBO-Serie Game of Thrones.
Msamati ist außerdem Gründer und künstlerischer Leiter der simbabwesischen Over the Edge Theatre Company.

## Filmografie (Auswahl)
- 1997: The Knock (Fernsehserie, Folge 3x02)
- 2006: Spooks – Im Visier des MI5 (Spooks, Fernsehserie, Folge 5x04)
- 2008–2009: Eine Detektivin für Botswana (The No. 1 Ladies' Detective Agency, Fernsehserie, 7 Folgen)
- 2009: The International
- 2009: 10 Minute Tales (Fernsehserie, Folge 1x03)
- 2010: Doctor Who (Fernsehserie, Folge Die Vampire von Venedig)
- 2010: Ashes to Ashes – Zurück in die 80er (Ashes to Ashes, Fernsehserie, Folge 3x07)
- 2012–2014: Game of Thrones (Fernsehserie, 3 Folgen)
- 2013: Death in Paradise (Fernsehserie, Folge 2x01 Der blutige Finger)
- 2013: Luther (Fernsehserie, 2 Folgen)
- 2015: George Gently – Der Unbestechliche (Inspector George Gently, Fernsehserie, Folge 7x04)
- 2017: Taboo (Fernsehserie, 4 Folgen)
- 2017: Philip K. Dick’s Electric Dreams (Fernsehserie, Folge 1x04)
- 2018: Kiri (Miniserie, 4 Folgen)
- 2018: Black Earth Rising (Fernsehserie, 6 Folgen)
- 2019: The Good Liar – Das alte Böse (The Good Liar)
- 2019: His Dark Materials (Fernsehserie, 6 Folgen)
- 2020: The Bike Thief
- 2020–2022: Gangs of London (Fernsehserie)
- 2021: Romeo & Juliet (Fernsehfilm)
- 2021: The Score
- 2021: Landjäger
- 2022: See How They Run
- 2023: Simon Becketts Die Chemie des Todes (Fernsehserie)
- 2024: Konklave (Conclave)